# Fistful of Metal/Armed and Dangerous
Fistful Of Metal/Armed And Dangerous är ett samlingsalbum av det amerikanska heavy metalbandet Anthrax. Albumet släpptes 20 april 2000.

## Låtförteckning
1. Death Rider
2. Metal Thrashing Mad
3. I'm Eighteen
4. Panic
5. Subjugator
6. Soldiers Of Metal
7. Death From Above
8. Anthrax
9. Across The River
10. Howling Furies
11. Armed And Dangerous
12. Raise Hell
13. God Save The Queen
14. Metal Thrashing Mad
15. Panic
16. Soldiers Of Metal
17. Howling Furies